# Cryptoblepharus
A Cryptoblepharus  a hüllők (Reptilia) osztályába a  pikkelyes hüllők (Squamata) rendjébe a gyíkok (Sauria)  alrendjébe és a  vakondgyíkfélék (Scincidae) családjába  tartozó nem.

## Rendszerezés
A nembe az alábbi 28 faj tartozik.
- Cryptoblepharus aldabrae
- Cryptoblepharus ater
- Cryptoblepharus balinensis
- Cryptoblepharus bitaeniatus
- Cryptoblepharus boutonii
- Cryptoblepharus burdeni
- Cryptoblepharus carnabyi
- Cryptoblepharus caudatus
- Cryptoblepharus cursor
- Cryptoblepharus degrijsi
- Cryptoblepharus egeriae
- Cryptoblepharus eximius
- Cryptoblepharus fuhni
- Cryptoblepharus gloriosus
- Cryptoblepharus keiensis
- Cryptoblepharus leschenault
- Cryptoblepharus litoralis
- Cryptoblepharus megastictus
- Cryptoblepharus mohelicus
- Cryptoblepharus novaeguineae
- Cryptoblepharus novocaledonicus
- Cryptoblepharus pallidus
- Cryptoblepharus plagiocephalus
- Cryptoblepharus poecilopleurus
- Cryptoblepharus renschi
- Cryptoblepharus rutilus
- Cryptoblepharus sumbawanus
- Cryptoblepharus virgatus